# Юрасовка (Липецька область)
Юрасовка (рос. Юрасовка) — присілок у Тербунському районі Липецької області Російської Федерації.
Населення становить 17  осіб. Належить до муніципального утворення Висло-Полянська сільрада.

## Історія
З 13 червня 1934 до 1935 року у складі Воронезької області, 1935-1954 — Курської області. Відтак входить до складу Липецької області.
Згідно із законом від 2 липня 2004 року №114-оз органом місцевого самоврядування є Висло-Полянська сільрада.

## Населення
| 2009 | 2010 |
| ---- | ---- |
| 16   | ↗17  |